# Lecionário 128
O Lecionário 128 (designado pela sigla ℓ 128 na classificação de Gregory-Aland) é um antigo manuscrito do Novo Testamento, paleograficamente datado do Século XIV d.C.[a]
Este codex contém lições dos evangelhos de Mateus, Lucas e João (conhecido como Evangelistarium), mas com algumas lacunas[a]. Foi escrito em grego, e actualmente se encontra na Biblioteca do Vaticano.